# Primitivo Gutiérrez
Primitivo Gutiérrez was een Mexicaans anarchist.
Op 9 februari 1912 nam Gutiérrez met een legertje gelijkgestemden Ciudad Acuña in. Hier proclameerde hij een anarcho-communistische republiek, kondigde aan president Francisco I. Madero en de Mexicaanse grondwet van 1857, die in de praktijk toch al niet werd nageleefd, niet langer te erkennen. Gutiérrez schafte privé-eigendom van kapitaalgoederen af, hij onteigende fabrieken, haciënda's en het transport van de staf, schafte belastingen af en liet kerken van alle religieuze overtuigingen sluiten. Korte tijd later werd Gutiérrez echter door het federale leger verslagen en geëxecuteerd.